# ATP Challenger Mar del Plata
Der ATP Challenger Mar del Plata (offiziell: Mar del Plata Challenger) war ein Tennisturnier, das zwischen 1993 und 1995 in Mar del Plata, Argentinien, stattfand. Es gehörte zur ATP Challenger Tour und wurde im Freien auf Sand gespielt.

## Liste der Sieger

### Einzel
| Jahr | Sieger              | Finalgegner      | Ergebnis      |
| ---- | ------------------- | ---------------- | ------------- |
| 1995 | Jiří Novák          | Kris Goossens    | 6:2, 3:6, 6:3 |
| 1994 | Albert Costa        | Gastón Etlis     | 6:3, 3:6, 6:0 |
| 1993 | Alberto Berasategui | Martin Stringari | 6:2, 7:5      |

### Doppel
| Jahr | Sieger                                 | Finalgegner                       | Ergebnis |
| ---- | -------------------------------------- | --------------------------------- | -------- |
| 1995 | Javier Frana Luis Lobo                 | Jordi Burillo Hernán Gumy         | 7:6, 6:0 |
| 1994 | Lucas Arnold Ker Patricio Arnold       | Filippo Messori Federico Mordegan | 6:4, 7:5 |
| 1993 | Jean-Philippe Fleurian Mark Koevermans | Andrei Merinow Laurence Tieleman  | 6:3, 6:3 |